# La Baume-d'Hostun
La Baume-d'Hostun är en kommun i departementet Drôme i regionen Auvergne-Rhône-Alpes i sydöstra Frankrike. Kommunen ligger i kantonen Bourg-de-Péage som tillhör arrondissementet Valence. År 2022 hade La Baume-d'Hostun 594 invånare.

## Befolkningsutveckling
Antalet invånare i kommunen La Baume-d'Hostun
Referens:INSEE